# كتارا (أفاتار)
كتارا (بالإنجليزية:Katara) هي شخصية تابعة لمسلسل آفاتار: أسطورة أنج وتعتبر من إحدى أبطالها. كتارا مسخرة ماء من قبيلة الماء الجنوبية وقد تعلمت تسخير الماء في قبيلة الماء الشمالية على يد باكو.

## التاريخ

### خلفية
وُلدت كتارا بعد بداية الحرب بما يقارب 100 عام في قبيلة الماء الجنوبية. وفي يوم من الأيام وجدت كتارا آنج متجمداً في الجبل الجليدي.

### الكتاب الأول: الماء
في الكتاب الأول تقابل كتارا آنج وتصبح مرافقته في رحلته مع أخيها ساكا. وستقابل مع آنج العديد من الأصدقاء ومنهم الملك بومي وسوكي. ستقابل معلمها باكو من قبيلة الماء الشمالية وأيضاً تساعد آنج في مواجهة بعض الأعداء منهم زوكو من أمة النار.
وهكذا فعل

### الكتاب الثاني: الأرض
بعد أن تتعلم كتارا تسخير الماء تصبح معلمة آنج لتسخير الماء. تنضم عضوة أخرى إلى فريق وهي تاف معلمة آنج لتسخير الأرض وفي البداية يتشاجران ولكن بعد ذلك ستصبحان صديقتين. تواجه كتارا في هذا الجزء بعض أعداء آنج ومنهم أزولا وصديقاتها. عندما يُقتَل آنج تستخدم كتارا ماء الأرواح من قبيلة الماء الشمالية.

### الكتاب الثالث: النار
تتنقل كتارا مع أصدقائها في أمة النار ويجهزون ولهزيمة زعيم النار في يوم الشمس السوداء ولكن تفشل الخطة بسسب معرفة العائلة الملكية بذلك مُسبقاً.

بعد ذلك يتنقلون من مكان لآخر حتى يوم قدوم المذنب حيث ساعدت في هذا اليوم زوكو للتغلب على أخته أزولا وينجحان في هذا وتحب كتارا آنج.

### بعد الحرب
تدخل كتارا مع آنج في علاقة حب تنتهي بزواجهما وينجبان ثلاثة أطفال أصغرهم تنزن وهو مسخر الهواء. عاشت كتارا لتشهد قدوم الأفاتار الجديد كورا وتعلمها تسخير الماء والعلاج.

## شخصيتها
إن كتارا طيبة وذكية وعادةً كريمة وأيضًا شجاعة. في بعض المواقف، تظهر كتارا كأم لبقية الشخصيات؛ نتيجةً حمايتها لأخيها وقبيلتها أثناء الحرب. تصبح غاضبة أحيانًا عندما يأتي الأعداء.

## القدرات

### تسخير الماء
كانت كتارا مسخرة الماء الوحيدة في قبيلة الماء الجنوبية. عندما قابلت آنغ، عرض عليها الذهاب معه إلى قبيلة الماء الشمالية ليتعلما معًا تسخير الماء. تعلمت كتارا على يد باكو خطيب جدتها. أصبحت بعد ذلك معلمة آنغ في الكتابين الثاني والثالث.

### العلاج
تعلمت كتارا العلاج على مسخرة ماء من قبيلة الماء الشمالية؛ لكن هذه الخاصية قد اكتشفتها قبلًا عندما جُرحت بنار آنغ.

### تسخير الدم
هذه الخاصية لا تكون متاحة إلا عند اكتمال القمر (أي عندما يصبح بدرًا). تعلمتها على يد مسخرة ماء من قبيلة الماء الجنوبية تعيش في أمة النار ولم تريد تسخير الدم الا بعد الضغط عليها وانج واخيها ساكا كادا ان يموتا.

## الظهور

### حلقات المسلسل

#### أفاتار: أسطورة آنج
ظهرت كتارا في جميع حلقات مسلسل أفاتار: أسطورة آنج عدا حلقة 207 (الكتاب الثاني، الحلقة السابعة): «زوكو بمفرده».

#### أسطورة كورا
ظهرت كتارا في حلقتين فقط في هذا الجزء وهما 101 (الكتاب الأول، الحلقة الأولى): «مرحبًا في مدينة الجمهورية»، و112 (الكتاب الأول، الحلقة 12): «نهاية اللعبة».

### فيلم آخر مسخر هواء
مثلت دور كتارا في فيلم آخر مسخر هواء الممثلة الأمريكية نيكولا بيلتز.

## إنظر أيضاً
- أفاتار أسطورة آنج
- أفاتار أسطورة كورا
- آنج

## وصلات خارجية
- Avatar Wikia
- Avatar - Nicktoons
- Katara - Nicktoons